# Euthalia proditrix
Euthalia proditrix är en fjärilsart som beskrevs av Hans Fruhstorfer 1913. Euthalia proditrix ingår i släktet Euthalia och familjen praktfjärilar. Inga underarter finns listade i Catalogue of Life.